# Tușnad (gmina)
Tușnad – gmina w Rumunii, w okręgu Harghita. Obejmuje miejscowości Tușnad, Tușnadu Nou i Vrabia. W 2011 roku liczyła 2147 mieszkańców.